# 西原 (朝霞市)
西原（にしはら）は、埼玉県朝霞市の町名。現行行政地名は西原一丁目から二丁目。郵便番号は351−0012。

## 地理
朝霞市の北西部に位置する。北西で北原、西で朝志ヶ丘、東武東上線を挟んで西弁財に隣接する。

## 歴史

### 沿革
・1974年（昭和49年）8月14日 - 北朝霞区画整理事業により、大字浜崎の一部より西原一丁目および二丁目が成立。
・1997年（平成9年）11月4日 -  第6次住居表示の実施に伴い、全域に住居表示を実施。

## 世帯数と人口
2025年（令和7年）7月1日現在の世帯数と人口は以下の通りである。
| 丁目       | 世帯数    | 人口    |
| ---------- | --------- | ------- |
| 西原一丁目 | 658世帯   | 1,213人 |
| 西原二丁目 | 769世帯   | 1,398人 |
| 計         | 1,427世帯 | 2,611人 |

## 小・中学校の学区
市立小・中学校に通う場合、学区は以下の通りとなる。
| 丁目       | 番地 | 小学校                 | 中学校                 |
| ---------- | ---- | ---------------------- | ---------------------- |
| 西原一丁目 | 全域 | 朝霞市立朝霞第七小学校 | 朝霞市立朝霞第二中学校 |
| 西原二丁目 | 全域 |                        |                        |

## 交通

### 道路
・宮戸橋通り

### 鉄道
・JR武蔵野線北朝霞駅
・東武東上本線朝霞台駅